# Polycentropus sinuosus
Polycentropus sinuosus là một loài Trichoptera trong họ Polycentropodidae. Chúng phân bố ở miền Australasia.